# Bahadır I Giray
Bahadır I Giray, född okänt år, död 1641, var Krimkhanatets khan 1637–1641. 